# فمینیسم و معماری مدرن
تئوری فمینیستی در رابطه با معماری، راهی برای کشف دوباره معماران زن مانند آیلین گری را ایجاد کرده‌است. این زنان نوعی از معماری را متصور می‌شدند که شیوه زندگی خانواده سنتی را به چالش می‌کشد. آنها معماری را با آنچه تئوری‌ها یا رویکردهای فمینیستی می‌دانستند، عملی می‌کردند. کشف مجدد معماری از طریق تئوری فمینیستی محدود به معماران زن نیست. معمارانی مانند لو کوربوزیه و آدولف لوس نیز معماری خود را از طریق تئوری فمینیستی مجدداً بررسی می‌کردند.

## معماری
در کتاب "انقلاب بزرگ خانگی" اثر دلرس هایدن، نویسنده توضیح می‌دهد که از چه راه‌هایی «سنت زنانه از دست رفته» منجر به «تعریف مجدد کارِ خانه و نیازهای مسکن زنان و خانواده‌های آنها، معماران و برنامه‌ریزان شهری را مجبور به تجدید نظر تأثیرات طراحی بر زندگی خانوادگی [می]کرد». این ایده در مورد نیازهای تغییر کرده خانواده را می‌توان در خانه تروس شرودر، آیلین گری و ویلا اشتین دو مونزی اثر لوکوربوزیه مشاهده کرد. خانه ریتفلد شرودر نمونه‌ای عالی از روشی است که زندگی «مدرن» خانواده خواستار معماری جدیدی بود. 
 «خانه شرودر نه تنها یک کار خلاقانه از طراحی هنری بود بلکه محیط جدیدی را در اختیار کاربران خود قرار داد که در آن بتوانند زندگی خانوادگی، حقوق زنان و مسئولیت‌های افراد و یکدیگر را از نو تعریف کنند.» 
دیوارها پارتیشن‌ها قابل جا به جایی حس آگاهی و حس کلی را همراه دارد که معماری برای هدفی بزرگ‌تر ایجاد شده‌است. این واقعیت که باورهای تروس شرودر در خانواده و نقش خانه در خانواده؛ خانه را تقریباً عضوی خانواده کرده‌است. بر اساس اهداف او برای خانه‌اش، بر می‌آید که تروس شرودر بسیار به تفکر فمینیستی هلندی و اروپایی قرن بیستم در ارتباط است.
بنای ای-۱۰۲۷ اثر آیلین گری نمونه دیگری از به کار بستن تئوری فمینیستی در مورد معماری است.
تقریباً مانند شرودر، گری معماری‌ای را طراحی کرد که نیازهای سرنشینان و واحد جدید خانواده را برطرف کند. گری در قالب مدل معماری مدرن کار می‌کرد، شاهد آن به عنوان مثال «۵ اصل معماری جدید» لو کوربوزیه و همچنین تعریف او از خانه و ساختمان به عنوان یک تجربه، است.
مانند ای-۱۰۲۷ و خانه شرودر، ویلا اشتاین دو مونزی با نظریه فمینیستی دوباره کشف شد. معروف است که چگونه این خانه با رابطه بین جنس‌ها و نحوه بحث در مورد روابط زن و مرد را به روش جدیدی برخورد کرده‌است.

## بیشتر خواندن
- Coleman, Debra; Danze, Elizabeth; Henderson, Carol (1996). Architecture and Feminism: Yale Publications on Architecture (1st ed.). New York, NY: Princeton Architectural Press. ISBN 978-1-56898-043-0.  Coleman, Debra; Danze, Elizabeth; Henderson, Carol (1996). Architecture and Feminism: Yale Publications on Architecture (1st ed.). New York, NY: Princeton Architectural Press. ISBN 978-1-56898-043-0.  Coleman, Debra; Danze, Elizabeth; Henderson, Carol (1996). Architecture and Feminism: Yale Publications on Architecture (1st ed.). New York, NY: Princeton Architectural Press. ISBN 978-1-56898-043-0.